# Marlene Reidel
Marlene Reidel (* 20. Dezember 1923 in Landshut als Maria Magdalena Hartl; † 21. Juli 2014 in Obergangkofen) war eine deutsche Malerin, Illustratorin und Kinderbuchautorin.

## Leben
Maria Magdalena Hartl wurde 1923 in Landshut geboren und wuchs auf einem Einödhof auf. 1943 begann sie ein Studium an der Akademie der Bildenden Künste in München, das sie 1948 abschloss. Während des Studiums lernte sie den Bildhauer Karl Reidel kennen, den sie nach ihrem Abschluss an der Akademie heiratete. Das Paar bekam sechs Kinder und blieb bis zum Tod von Karl Reidel im Jahr 2006 verheiratet.
Seit 1960 lebte die Künstlerin mit ihrer Familie in der Nähe ihres Geburtsortes in Obergangkofen bei Kumhausen. Vier ihrer sechs Kinder profilierten sich ebenfalls in künstlerischen Berufen. Beate Rose (Malerin und Photographin), Julia Reidel (Goldschmiedin), Eva Reidel (Silber- und Goldschmiedin), Antonia Reidel (Schauspielerin).
Neben ihrer Arbeit als Kinderbuchautorin war Marlene Reidel in den 1960er Jahren auch als Bühnenbildnerin und Ausstatterin für das Deutsche Schauspielhaus in Hamburg tätig. Sie schuf überdies verschiedene Serien von Holzschnitten, unter anderem über das Leben und Sterben des legendären bayerischen Räubers Mathias Kneißl.
Marlene Reidel hat weit über 100 Bücher geschrieben und illustriert, annähernd 30 ihrer Titel wurden in andere Sprachen übersetzt. Zusätzlich hat sie über 50 Texte klassischer und moderner Autoren illustriert. Für ihre Leistungen wurde die Schriftstellerin mit zahlreichen Preisen ausgezeichnet.
1960 wurde „Kasimirs Weltreise“ von der New York Times zu den „10 besten Büchern“ gezählt. 1964 wurde „Der Gabriel mit dem Zauberstab“ vom Börsenverein des Deutschen Buchhandels mit zu den „Schönsten Büchern des Jahres“ gewählt. 1977 kam „Anna und die Weiherhex'“ auf der Internationalen Kinderbuchausstellung in Tokio unter die zehn besten Bücher.
Unter dem Titel „Kasimir & Co“ veranstalteten die Museen der Stadt Landshut 2003/2004 eine große Retrospektive ihrer Werke.
Reidel starb im Juli 2014 im Alter von 90 Jahren und wurde auf dem Friedhof des Ortsteils Obergangkofen der Gemeinde Kumhausen im Landkreis Landshut, neben ihrem Ehemann Karl, beigesetzt.

## Werke
- Kasimirs Weltreise. Lentz, München 1957, DNB 453962521; zuletzt Betz, Berlin/Wien 2012, ISBN 978-3-219-11526-0.
- Der Gabriel mit dem Zauberstab. Lentz, München 1961, DNB 453962467.
- Der Räuber Kneißl. Langewiesche-Brandt, Ebenhausen bei München 1971, ISBN 3-7846-0063-8.
- Der Lorenz. Sellier, Freising 1976, ISBN 3-87137-662-0.
- Ringelreihen. Sellier, Freising 1976, ISBN 3-87137-669-5.
- Der Erich war ein schönes Kind. Betz, München 1977, ISBN 3-7641-0068-0.
- Der Franz, der hatte Mäuse. Thiemann, Stuttgart 1977, ISBN 3-522-41430-6.
- Ein Sommertag. Sellier, Freising 1977, ISBN 3-87137-673-6.
- Waldsommer. Sellier, Freising 1977, ISBN 3-87137-643-4.
- Antonia. Lentz, München 1978, ISBN 3-88010-026-8.
- Anna und die Weiherhex. Thiemann, Stuttgart 1979, ISBN 3-522-41560-4.
- Die Baumhauskinder. Sellier, Freising 1980, ISBN 3-87137-715-5.
- Wasser und Flut. Sellier, Eching bei München 1981, ISBN 3-87137-767-8.
- Feuer und Glut. Sellier, Eching bei München 1982, ISBN 3-87137-766-X.
- Die zwölf Monate. Sellier, Eching bei München 1988, ISBN 3-8221-1161-9.
- Glück mit Glas – Von der Bierflasche bis zur Prunkvase. Mosaik, Grafenau 1988, ISBN 3-87553-325-9.
- Der Bauer schickt den Jockel aus. Sellier, Eching bei München 1988, ISBN 3-8221-1654-8.
- Distelsternhaus. Sellier, Freising 1992, ISBN 3-8221-1127-9.

## Auszeichnungen
- 1958: Deutscher Jugendbuchpreis für „Kasimirs Weltreise“
- 1961: Afrikaans Jugendbuchpreis für „Kasimirs Weltreise“
- 1965: Kulturpreis Ostbayern
- 1977: Sonderpreis der deutschen Akademie für Kinder- und Jugendliteratur
- 1991: Pro meritis scientiae et litterarum des Bayerischen Staatsministers für Unterricht und Kultus, Wissenschaft und Kunst
- 1997: Bayerischer Verdienstorden
- 2009: Kulturpreis Bayern